# Caution (The Killers)
Caution is een nummer van de Amerikaanse rockband The Killers uit 2020. Het is de eerste single van hun zesde studioalbum Imploding the Mirage.
Het vrolijke nummer bevat een gitaarsolo van de voormalige Fleetwood Mac-gitarist Lindsey Buckingham. Het nummer flopte in Amerika, maar werd in het Nederlandse taalgebied wel een klein (radio)hitje. In Nederland bereikte het nummer de 16e positie in de Tipparade, en in Vlaanderen de 10e positie in de Tipparade.